# Komunistická strana Indie
Komunistická strana Indie je jedna z nejstarších indických stran (vznikla roku 1925). Oficiálně se strana hlásí k marxismu a komunismu, postupně však přešla na umírněnější pozice, a proto se roku 1964 oddělilo radikální křídlo strany a založilo vlastní politický subjekt. Brzy nato KSI oslabila, když převážná rolnická část voličstva přešla na stranu KSI(M). Dnes jsou obě strany členy Levicové fronty a víceméně spolupracují.